# 石家庄解放纪念馆

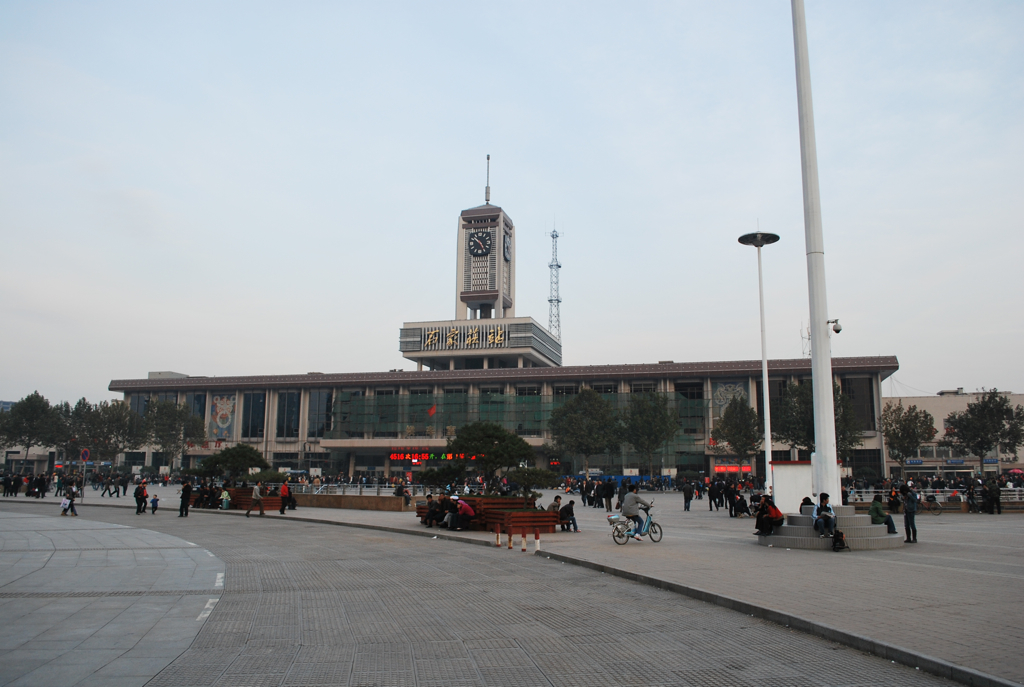
火车站时期站房

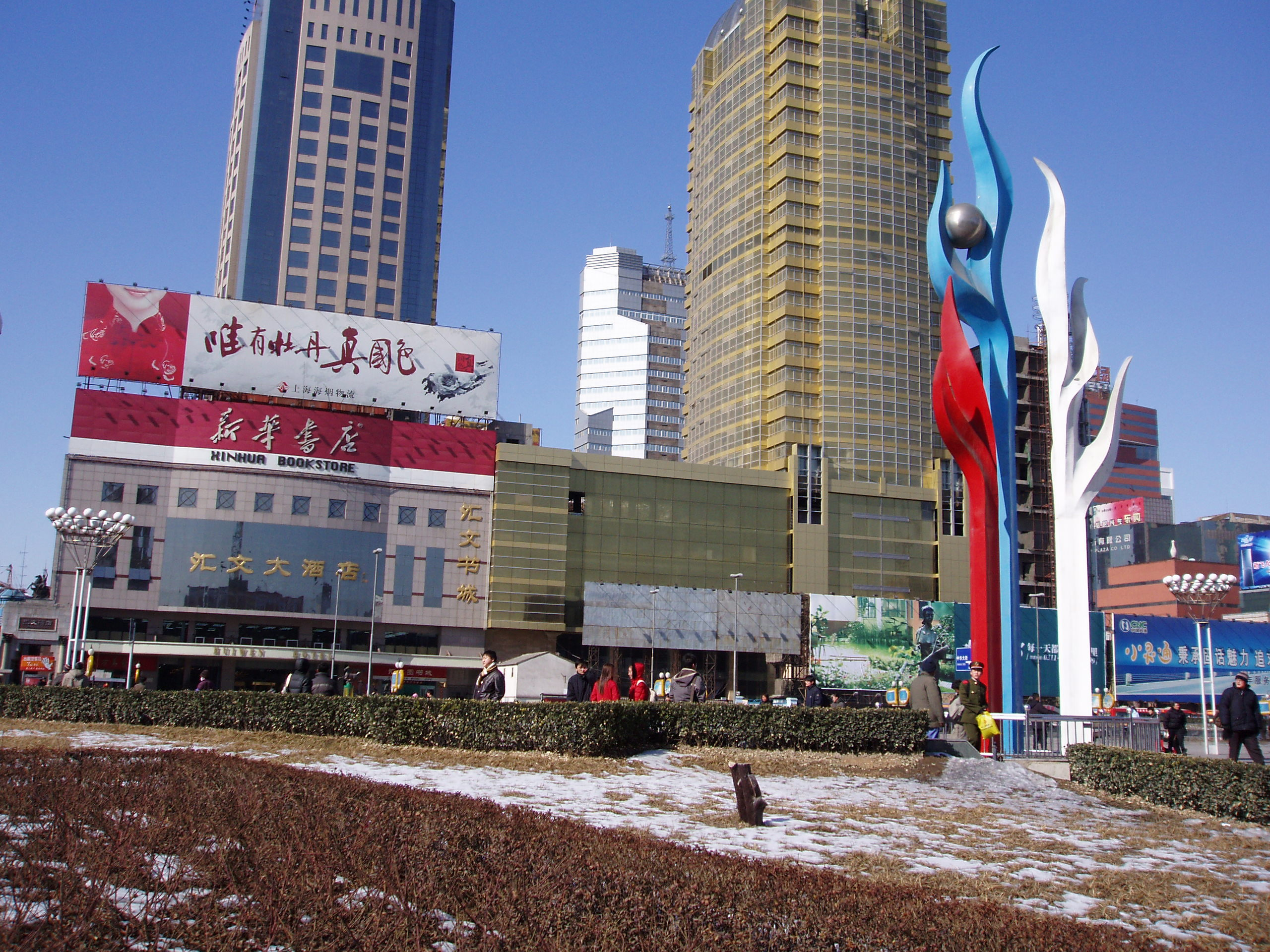
原站前广场，现解放广场

石家庄解放纪念馆是馆址位于中国国铁石家庄站第二代站房的博物馆，位于中国河北省石家庄市桥西区解放广场东侧。

## 历史

### 石家庄站

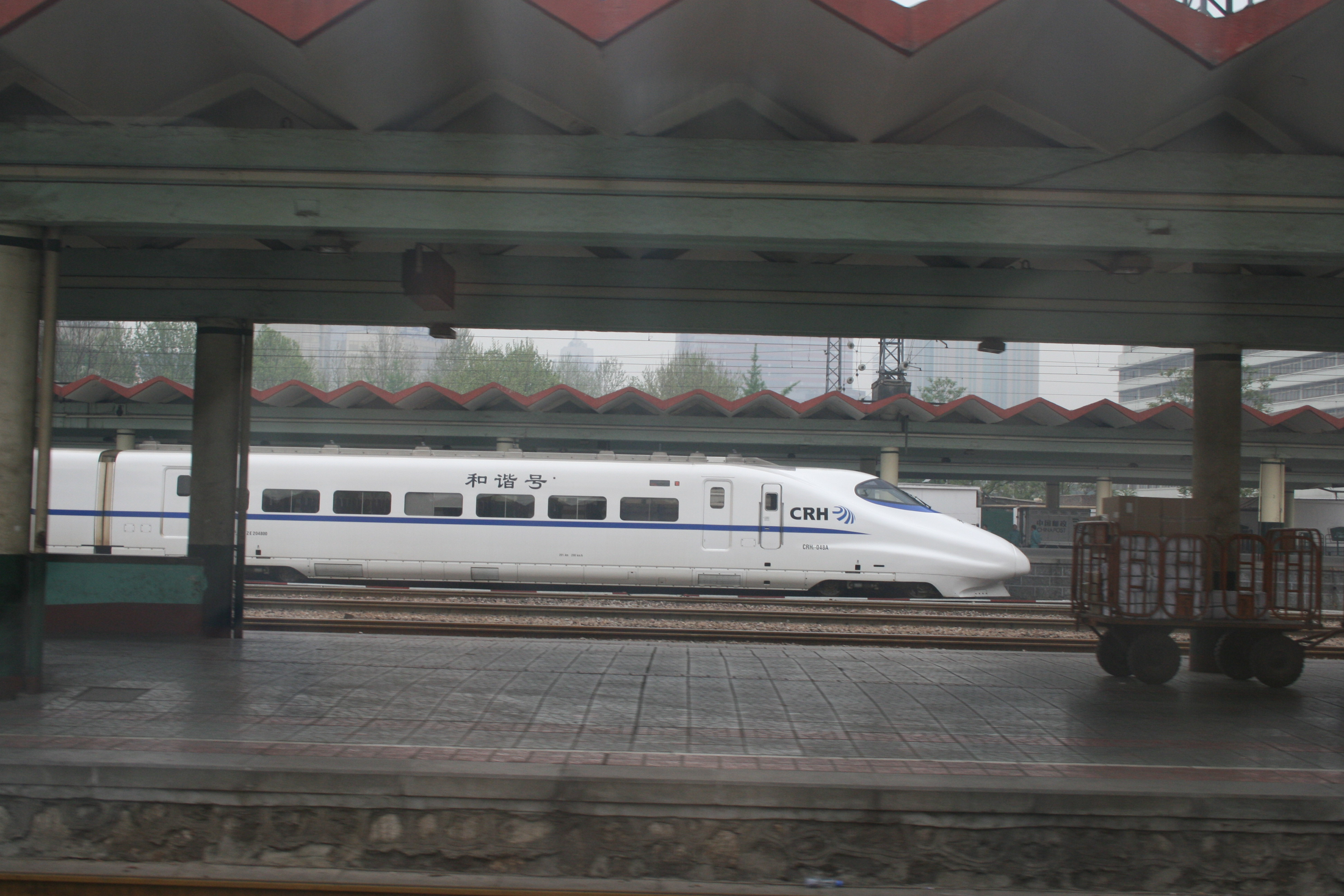
一列用于京广既有线动车组列车的CRH2A型停靠在旧石家庄站（2008年）

由于石家庄客站长期以来无正式站舍且站场简陋陈旧，与省会和客运量增长极不相称，1974年12月国家计委和建委确定改建石家庄客站。1978年9月，北京铁路局与河北省有关单位共同成立了客站站房工程领导小组。并请河北省建筑设计院承担客站站舍的设计。1979年9月完成初步设计，1980年9月北京铁路局提出房建总图及配套设计报铁道部，但未鉴定。1983年12月，北京铁路局勘测设计院完成客站、上行出发场改建第一部工程施工设计第一批文件。同年9月河北省建筑设计院提出客站主楼施工设计第一批文件。工程于1984年8月正式开工。因施工项目繁多复杂，除站房由河北省第二建筑公司、站场由北京铁路局的石家庄工程段和丰台电务工程段施工外，零小分散工程或施工通路困难的部分工程，制定有石家庄分局的基建工程队、车站、公屋、水电、机务、车辆、建筑、生活及车务等段有关单位自行承包，缓解主要施工单位的压力。此外，石家庄市政公司、供电局、交通队均参与了客站的建设。1987年4月1日进入施工第二阶段。客站除维持4股通过线外，停办客运，施工全部展开。站内地道采取明挖方式，先施工两端，完成后改移4股通过线，再开挖地道中部。为迎接11月11日石家庄解放40周年，新客站提前部分开通，目标是建成1站台全部有关设备；3个靠客车线的站台面；5条地道；7条线路，于1987年11月9日完工。其余股道、站台等于年底基本完成。
1987年11月11日，由河北省、石家庄市、北京铁路局等有关部门共同举行新客站开通剪彩仪式，石家庄站第二代站房提前部分投入使用。新客站有三个候车室6715平方米，两个母婴候车室438平方米，大厅1612平方米，软席候车室720平方米，回廊841平方米。站台4座，雨棚5座，地道6条，售票处总面积1655平方米，行包办理处总面积3458平方米。
2007年中国铁路第六次大提速前，石家庄站2、4站台改造为高站台，以开行京广既有线动车组列车。

### 石家庄解放广场会展中心
为配合京广高速铁路工程建设，石家庄站在原址南4公里异地重建。2012年12月20日，新站房主体建筑投入使用；次日，京广高速铁路开始运营。2012年12月21日零时47分由北京西站开往洛阳站的K269次列车离开石家庄站第三站台后，石家庄第二代站房停止办理客运业务，自2012年12月21日起由石家庄站新站开出北上的普速列车在石家庄第二代站房的站场通过不停车，该站场在铁道部门中称为“石家庄站直通场”。2014年12月21日4时40分，石家庄六线隧道京广普速两条正线正式开通运营，京广铁路所有列车经由石家庄隧道运行，石家庄站直通场不再办理列车通过。车站停用后，站房改造升级为石家庄解放广场会展中心，曾举办过第23届河北糖酒会、石家庄第十四届动博会、石家庄医药保健产业博览会等大型展览活动。远期该车站建筑计划改建为石家庄铁道博物馆，车站站场中轨道用来停放各类铁道车辆。

### 石家庄解放纪念馆
石家庄解放纪念馆始建于1987年，1999年开馆，原馆舍位于石家庄解放纪念碑下方。2022年5月，为了纪念石家庄解放75周年，石家庄市委、市政府决定对石家庄解放纪念馆进行改扩建，将老火车站站房一层作为新馆舍。2023年4月29日，石家庄解放纪念馆新展馆正式开馆。

## 相关影视剧作品
- 《人在囧途》：2010年上映的一部公路喜剧电影，由徐峥，王宝强等主演。电影中部分场景在石家庄站站房内取景。